# OK Rodhen
OK Rodhen, grundad 1956, är en orienteringsklubb i Östhammars kommun. Klubblokalen ligger i Uppskedika, men träningar bedriv i kommunens alla tätorter. Sedan 1963 arrangerar föreningen årligen orienteringstävlingen Rodhenloppet.